# Новопроциков
Новопроциков — хутор в Морозовском районе Ростовской области.
Входит в состав Костино-Быстрянского сельского поселения.

## Население
| 2010 |
| ---- |
| 312  |

## Улицы
| - ул. Грушовая, - ул. Кленовая, | - ул. Речная, - ул. Школьная. |

## Известные уроженцы
- Семенченко, Василий Алексеевич (1912—1988) — советский военнослужащий, старший лейтенант, Герой Советского Союза.